# The House (Katie Melua)
The House è il quarto album in studio della cantante anglo-georgiana Katie Melua, pubblicato il 24 maggio 2010 e prodotto da William Orbit.

## Tracce
1. I'd Love to Kill You – 2:57 (Katie Melua, Guy Chambers)
2. The Flood – 4:03 (Katie Melua, Guy Chambers, Lauren Christy)
3. A Happy Place – 3:27 (Katie Melua, Guy Chambers)
4. A Moment of Madness – 3:47 (Katie Melua, Guy Chambers)
5. Red Balloons – 4:20 (Katie Melua, Polly Scattergood)
6. Tiny Alien – 4:36 (Katie Melua, Guy Chambers)
7. No Fear of Heights – 2:53 (Katie Melua)
8. The One I Love Is Gone – 3:38 (Bill Monroe)
9. Plague of Love – 3:26 (Katie Melua, Rick Nowels)
10. God on Drums, Devil on the Bass – 3:48 (Katie Melua, Mike Batt)
11. Twisted – 3:44 (Katie Melua, Rick Nowels)
12. The House – 5:00 (Katie Melua)